# Ecdamua macrotelus
Ecdamua macrotelus is een vliesvleugelig insect uit de familie Torymidae. De wetenschappelijke naam is voor het eerst geldig gepubliceerd in 1862 door Walker.